# Delirium
|  | Wiktionary har ordboksartiklar om dille och delirium. |

Delirium är en drogutlöst eller organisk psykisk störning vars centrala symtom är desorientering, det vill säga nedsatt förmåga att korrekt identifiera tid, rum, egen person och aktuell situation. Tillståndet kan dock inkludera ett brett spektrum av symtom, som omfattar medvetande-, kognitions-, perceptions- och uppmärksamhetsstörningar, problem med motoriken, och störningar i känslolivet. Vanligen ses delirium som synonymt med begreppet konfusion eller förvirring.
Delirium kan bero på att hjärnan påverkas av en sjukdom eller droger alternativt utsättning av någon substans, eller vid drogavvänjning. Det kan vara en förfas till demens eller uppkomma i samband med demens, och kan vara det första tecknet på neurodegeneration, men kan uppkomma oberoende av minnesstörningar. Sjukdomar som kan ge delirium innefattar hjärnhinneinflammation, carcinom, leversjukdom, och läkemedel som inte är narkotikaklassade. Tyrotoxisk psykos kan uppträda som delirium.

## Kännetecken och uppkomst

### ICD-10
ICD-10 är den tionde upplagan av ICD, en av världshälsoorganisationen utgiven lista av klassifikationer över sjukdomstillstånd. ICD-10 har flera olika beskrivningar för delirium, beroende på dess orsak. Beskrivningen för "delirium, inte orsakad av alkohol eller andra psykoaktiva substanser" beskriver delirium som ett organiskt hjärnsyndrom som karaktäriseras av återkommande störningar av medvetandet, uppmärksamheten, perceptionen, tänkandet, minnet, det psykomotoriska beteendet, känslolivet och sömncykeln.
Andra typer av delirium enligt ICD-10 är delirium tremens, delirium i samband med demens (samma symptom som ovan), delirium av blandat ursprung, postoperativt delirium och ospecificerat delirium.

### DSM-V
DSM-V, en diagnostisk manual över psykiska sjukdomar som ges ut av American Psychiatric Association, beskriver delirium som ett tillstånd som karaktäriseras av uppmärksamhets-, medvetande- och kognitionsstörningar. Delirium diagnostiseras endast om det inte finns andra redan existerande eller utvecklande neurokognitiva störningar hos patienten som bättre kan förklara symptomens uppkomst. Uppmärksamhetsstörningarna kan yttra sig genom att patienten har svårt att fokusera och är lättdistraherad, vilket kan leda till att frågor och tilltal till patienten kan behöva upprepas. Ibland svarar patienten på en tidigare ställd fråga än den mest nyligen ställda frågan, till följd av patientens bristande fokus. Medvetandestörningarna yttrar sig ofta genom att patienten har svårt att uppfatta sin omgivning och/eller sig själv. Symptomens intensitet kan variera under dagen, och är ofta värst under kvällen då externa intryck minskar i omfattning.
En patient med delirium har även symptom i minst ett av följande områden: minne och inlärning (i synnerhet problem med korttidsminnet), förvirring (i synnerhet gällande tid och rum), språksvårigheter eller intrycksstörningar. Exempel på intrycksstörningar är visuella illusioner och hallucinationer, som kan vara allt från enkla till mycket komplexa.
DSM-V understryker att delirium inte bör diagnostiseras om patientens är i koma eller ett komaliknande tillstånd.
DSM-V kategoriserar in delirium i följande undertyper: substansförgiftningsdelirium (exempelvis av alkohol, cannabis, opioider), substansutsättningsdelirium (vid avslutad användning av en drog/medicin/substans patienten använt, där patienten uppvisar deliriumsymptom), medicinorsakad delirium (delirium orsakad av intag av förskriven medicin), delirium orsakad av annat medicinskt tillstånd, delirium orsakad av flera medicinska tillstånd.
Vidare skiljer DSM-V på akut delirium, som kan vara från timmar till dagar, och bestående delirium, som varar från veckor till månader. DSM-V skiljer även på hyperaktivt, hypoaktivt och blandat delirium, beroende på patientens psykomotoriska aktivitet. Enligt DSM-V varar delirium oftast omkring 1 vecka, men vissa symptom kan finnas kvar en längre tid än så. Den hyperaktiva typen är mer vanlig eller synlig, men den hypoaktiva typen är vanligare bland äldre.

## Förekomst
Enligt DSM-V är delirium ovanligt bland den generella befolkningen (1-2 %) men är vanligare bland äldre över 85 år (14%) och bland äldre inlagda på akutavdelningar (10-30%), postoperativ vård (15-53%) eller intensivvård (70-87 %). I äldreboenden kan förekomsten vara uppemot 60 % och omkring 83 % av alla individer får någon gång delirium nära döden. Delirium hos barn som intensivvårdas blir allt mer uppmärksammat och allt fler länder använder screeninginstrument anpassade för barn för att identifiera delirium. Internationella rekommendationer säger att screening av förekomst av delirium hos barn bör ske dagligen med ett validerat instrument. 